# Enterprise Feedback Management
Enterprise Feedback Management – zdefiniowana przez Gartner Group w maju 2005 klasa oprogramowania zapewniająca możliwość stałego pozyskiwania danych o postawach i opiniach klientów organizacji w zintegrowany sposób poprzez różne kanały kontaktu (np. Internet, contact center, kontakty osobiste przedstawicieli). Głównym obszarem zastosowań wydaje się być realizacja badań marketingowych klientów.
Oprogramowanie Enterprise Feedback Management wyróżniają koncentracja na integracji i automatyzacji procesów biznesowych (workflow) odnoszących się do pracy grupowej oraz możliwości integracji oprogramowania do realizacji badań z systemami baz danych oraz systemami CRM.
System EFM zapewnia jedno, wspólne dla wszystkich potencjalnych użytkowników w przedsiębiorstwie środowisko dostępu do repozytorium projektów badań, pytań i innych elementów projektów (np. obsługa zdarzeń w zakresie automatycznych odpowiedzi e-mail, mechanizmy zarządzania realizacją kwot dla zdefiniowanych dla badań warstw respondentów). Z poziomu spójnego z systemem narzędzia możliwe jest dystrybuowanie wyników na stronach WWW lub w obrębie innych systemów (np. oprogramowania obsługującego call center). Enterprise Feedback Management zapewnia również możliwość integracji w obrębie jednego środowiska dostępu do danych z badań realizowanych przez agencje badania rynku.
Dostawcy podejmujący się wdrożeń EFM dostarczają zwykle również narzędzi analizy zgromadzonych danych: raportowania tabelarycznego, wizualizacji, analiz statystycznych, czy włączenia danych z badań do obszaru inicjatyw eksploracji danych.

## Zastosowania
Przykładowe obszary zastosowań Enterprise Feedback Management:
- w marketingu: badania satysfakcji klientów, tworzenie kanałów spontanicznego przekazywania opinii przez klienta, społeczności online wokół produktów (blog, forum)
- w obsłudze klienta: monitoring behawioralny (np. identyfikacja niezadowolonego klienta), obsługa zażaleń
- w zasoby ludzkie: badania pracownicze, ocena 360 stopni
- w rozwoju produktu: testowanie prototypów, Customers Advisory Board

## Inne grupy rozwiązań Feedback Management
Obok Enterprise Feedback Management Gartner Group wyróżnia również dwa odrębne segmenty rozwiązań Feedback Management:
- Tactical Feedback Management – oprogramowanie skierowane do pojedynczych użytkowników w przedsiębiorstwie, pozwalające na realizację badań jednym kanałem, zazwyczaj online
- Process Feedback Management – oprogramowanie wykorzystywane zwykle na poziomie departamentu, pozwalające na realizację badań kilkoma kanałami (np. online, telefon), ale nie zapewniające środowiska integracji danych